# Robert Picard de La Vacquerie
Robert Picard de La Vacquerie né le 22 juillet 1893 à Charenton (Val-de-Marne) et mort le 17 mars 1969 à Orléans (Loiret) est un prélat français, évêque d'Orléans de 1951 à 1963.

## Biographie
Robert Picard de La Vacquerie est ordonné prêtre le 29 juin 1921 et exerce d'abord son ministère dans le diocèse de Paris.
Nommé évêque titulaire de Doaré (de) le 16 juillet 1946 et ordonné le 9 octobre 1946, consacré par le cardinal Suhard, il est alors aumônier des troupes françaises d'occupation en Allemagne et en Autriche, de 1946 à 1951.
Il est ensuite nommé évêque d'Orléans le 27 août 1951. De 1952 à 1960, il est évêque protecteur de la Fédération sportive de France (FSF), « chargé de suivre les activités et d'encourager l'apostolat de la FSF ».
Il est Père conciliaire à la première séance du concile Vatican II, du 11 octobre au 8 décembre 1962.
Démissionnaire le 23 mai 1963, il est nommé, à la même date archevêque, titulaire d'Amida (de).
Il meurt le 17 mars 1969 à Orléans.

## Distinctions
- Officier de la Légion d'honneur le 14 mai 1959[7]

## Publications
Parmi les différentes publications de Robert Picard on peut citer :
- Lettre pastorale de S. E. Mgr Picard de la Vacquerie, sur les parents éducateurs[8] ;
- Lettre pastorale de S.E. Mgr Robert Picard de La Vacquerie, sur le prêtre, votre ami[9] ;
- Lettre pastorale de S. E. Mgr Robert Picard de La Vacquerie, évêque d'Orléans, sur la coordination de l'apostolat[10] ;
- Lettre pastorale de S. E. Mgr Robert Picard de La Vacquerie, sur la solidarité humaine[11] ;
- Lettre pastorale de S. E. Mgr l'évêque d'Orléans (Robert Picard de La Vacquerie) sur la vocation sacerdotale[12] ;
- Lettre pastorale de S. E. Mgr l'évêque d'Orléans (Robert Picard de La Vacquerie) sur le vicaire de Jésus-Christ[13] ;
- Lettre pastorale de S. E. Mgr l'évêque d'Orléans [Robert Picard de La Vacquerie] sur l'esprit missionnaire[14].